# Mahito Yokota
Mahito Yokota (jap. 横田 真人, Yokota Mahito) ist ein japanischer Videospielkomponist, der für seine Arbeit an den Nintendo-Videospielen Donkey Kong Jungle Beat, Super Mario Galaxy, Super Mario Galaxy 2 und The Legend of Zelda: Skyward Sword bekannt ist.

## Arbeiten
Mahito Yokota wirkte zunächst als Tonregisseur bei Koei. Als solcher arbeitete er 2000 am Spiel Kessen mit und am Nachfolger, Kessen II. Dabei war er zuständig für die Komposition, für die Tonprogrammierung und -bearbeitung, für die Soundeffekte, für die Stimmen und für die Lokalisation. 2002 arbeitete er auch an Crimson Sea, 2003 an Dynasty Warriors 4, wofür er drei Stücke komponierte. Die Erfahrungen, die er bei Koei gemacht hat, stellten seine Fähigkeiten dar.
2004 wechselte er zu Nintendo und arbeitet dort im Bereich Nintendo Entertainment Analysis & Development, einem internen Studio in Tokyo, das für erfolgreiche Videospielreihen wie Super Mario und The Legend of Zelda verantwortlich ist. Hier komponierte er zunächst für den GameCube-Titel Donkey Kong: Jungle Beat (Dezember 2004) dynamische musikalische Werke. 
Nach den Arbeiten für Jungle Beat war Yokota mit Kōji Kondō für die Musik in Super Mario Galaxy (Wii, November 2007) verantwortlich. Kondō komponierte bereits erfolgreich für viele Spiele, besonders bekannt sind seine Kompositionen für die Super-Mario- und für die Zelda-Reihe. Yokota komponierte zunächst für Super Mario Galaxy ein Werk, das von lateinamerikanischer Musik geprägt war und sich an bekannten Melodien früherer Super-Mario-Spiele orientieren sollte. Der für die Spielentwicklung verantwortliche Yoshiaki Koizumi war mit der Musik einverstanden, während Kondō sie mit der Begründung ablehnte, Yokota habe beim Komponieren eher einen niedlichen als einen coolen Mario vor sich gesehen. Kondō warf ihm vor, den Geist der Musik in den Super-Mario-Spielen missverstanden zu haben, wodurch Yokota dermaßen demotiviert wurde, dass er das Projekt zunächst aufgeben wollte. Schließlich gab er aber nicht auf und komponierte weitere Stücke, mit denen Kondō einverstanden war.
Insgesamt wurden für Super Mario Galaxy 81 Stücke komponiert, Yokota war für sämtliche verantwortlich, mit Ausnahme der Melodien für die Eierplanet-Galaxie und für Rosalinas Komet, die Kondō komponierte. 28 der Lieder wurden von einem 50-köpfigen Orchester, dem Super Mario Galaxy Orchestra, eingespielt, Yokota überwachte die Einspielung. Der Rest der Lieder wurde wie in vorherigen Spielen üblich mit einem Synthesizer erstellt. Außerdem wurden einige bekannte Melodien aus vorherigen Super-Mario-Spielen von Kondō wiederverwendet, Yokota arrangierte sie für das Orchester. Ein Orchester wählten die Komponisten, um die Größe des Weltalls im Spiel darzustellen und die Musik dem Spieltempo anzupassen, es sollte eine epische Atmosphäre entstehen. Yokota sorgte auch dafür, dass die Soundeffekte im Spiel parallel zur Hintergrundmusik abgespielt werden, sodass Interaktivität zwischen Spielprinzip und Ton besteht. Insgesamt wurde die Musik in Super Mario Galaxy sehr gelobt. Die Melodien unterstützen, so die Kritiken, das Spiel sehr. Als Super Mario Galaxy Original Soundtrack ist die Musik aus dem Spiel seit dem 24. Januar 2008 für Club-Nintendo-Mitglieder auf CD verfügbar. Neben einer Ausgabe mit den 28 Orchesterstücken auf einer CD (Normal Edition) ist eine erweiterte Platinum Edition erhältlich, die alle Stücke auf zwei CDs, Gesamtlänge über zwei Stunden, enthält. 
Außerdem wurden einige Melodien des Spiels von einem Orchester bei den Konzerten PLAY! A Video Game Symphony und Games in Concert 3 gespielt.
Ein achtminütiges Arrangement wurde am 23. September 2010 in der Kölner Philharmonie vom WDR Rundfunkorchester bei dem Konzert Symphonic Legends (Symphonische Spielemusikkonzerte) aufgeführt.
Durch den Erfolg der Melodien von Super Mario Galaxy durfte Yokota einige Stücke für The Legend of Zelda: Twilight Princess komponieren. Mit anderen arbeitete er außerdem musikalisch an Wii Music.
2010 komponierte Yokota für Super Mario Galaxy 2. Er war wieder für alle Werke verantwortlich, bis auf elf, die Kondō komponierte, und neun, die von Ryō Nagamatsu stammen. Auch für dieses Spiel spielte ein Orchester einen Teil der Melodien ein. Am 10. Juli 2010 erschien das Album Super Mario Galaxy 2 Original Soundtrack mit einer Auswahl von 70 Liedern und einer Laufzeit von über zwei Stunden.
Für das 2011 erschienene Spiel The Legend of Zelda: Ocarina of Time 3D für den Nintendo 3DS war Yokota dafür verantwortlich, die Musikstücke des Originalspiels auf das neue Spiel zu übertragen. Dabei wurden die einzelnen Stücke nicht verändert, sondern auf die neue Hardware angepasst. Lediglich ein Orchesterarrangement der Abspann-Musik wurde von ihm verfasst. Außerdem komponierte Yokota mit anderen für Super Mario 3D Land (3DS, 2011) und The Legend of Zelda: Skyward Sword (Wii, 2011). Für letzteres Spiel entstanden viele Orchesterstücke.

## Spiele mit Yokotas Beteiligung
- Saiyuki: Journey West (Koei 1999)
- WinBack: Covert Operations (Koei 1999)
- Kessen (Koei 2000; erschienen für PlayStation 2; Yokota wirkte als Tondirektor und -Bearbeiter)
- Kessen 2 (Koei 2001; erschienen für PlayStation 2; Yokota wirkte als Tondirektor und -Bearbeiter)
- Crimson Sea (Koei 2002; erschienen für Xbox; Yokota wirkte als Tondirektor und -Bearbeiter)
- Dynasty Warriors 4 (Koei 2003; erschienen für Xbox; Yokota komponierte drei Stücke)
- Donkey Kong Jungle Beat (Nintendo 2004; erschienen für GameCube; Yokota war Komponist)
- The Legend of Zelda: Twilight Princess (Nintendo 2006; erschienen für GameCube und Wii; Yokota arrangierte Orchesterstücke)
- Super Mario Galaxy (Nintendo 2007; erschienen für Wii; Komposition und Arrangement mit Kōji Kondō)
- Super Smash Bros. Brawl (Nintendo 2008; erschienen für Wii; arrangieren alter Stücke)
- Wii Music (Nintendo 2008; erschienen für Wii; Yokota komponierte mit Hajime Wakai und Toru Minegishi)
- Super Mario Galaxy 2 (Nintendo 2010; erschienen für Wii; Yokota komponiert mit Kōji Kondō und Ryō Nagamatsu)
- The Legend of Zelda: Ocarina of Time 3D (Nintendo 2011; erschienen für 3DS)
- Super Mario 3D Land (Nintendo 2011; erschienen für 3DS)
- The Legend of Zelda: Skyward Sword (Nintendo 2011, erschienen für Wii)
- New Super Mario Bros. U[5] (Nintendo 2012; erschienen für Wii U)
- Super Mario 3D World (Wii U, 2013)

## Alben
- Nintendo Sound Selection Vol. 3: Luigi B-Side Music
- Super Mario Galaxy Original Soundtrack Normal Edition
- Super Mario Galaxy Original Soundtrack Platinum Edition
- Super Mario Galaxy 2 Original Soundtrack
- Super Mario 3D World Original Soundtrack